# Pere Ljubić
Pere Ljubić (Vrbanj, 1. srpnja 1901. – Zagreb, 21. studenoga 1952.) je bio hrvatski književnik. Pisao je pjesme i eseje. Rodom je iz mjesta Vrbnja na otoku Hvaru.
Kao dio stvaratelja hrvatskih pjesama na čakavštini, bio je dijelom prvog vala tuzemne generacije suvremenih pjesnika koji su stvarali na tom narječju (Vladimir Nazor, Drago Gervais, Mate Dvorničić, Ante Dukić, Mate Balota, Marin Franičević, Ivan Bostjančić, Zvane Črnja), kasneći nekoliko godina za hrvatskim pjesnicima iz inozemstva (Mate Meršić Miloradić, File Sedenik, Tome Bedenik. Štoviše, smatra ga se inicijatorom tog čakavskog vala.
Službovao je kao gimnazijski profesor u Šibeniku, Zemunu, Rumi, Sisku, Križevcima i Zagrebu.
Pjesme je prvi put objavio u dubrovačkom listu Vrelu 1918. godine. 
Tematski je pisao o uspomenama iz djetinjstva te slikama iz otočkog života.
O Peri Ljubiću je pisao Dalibor Brozović.

## Drugi o Peri Ljubiću
- Dalibor Brozović
- Pere Ljubić, Hrvatsko kolo, 5, 1952, br. 11-12, str. 735-736.
- Čakavska lirika Pere Ljubića, u: Pere Ljubić, Izabrani stihovi. Priredio i izbor izvršio dr Dalibor Brozović, Split, Matica hrvatska, 1957, str. 55-62 ; Bio-bibliografska nota s napomenom o ovom izdanju, u: ibidem, str. 63-64; Bilješka o Ljubićevu jeziku, naglasku i rječniku + Tumač, u: ibidem, str. 65-68.
- Peta obljetnica smrti Pere Ljubića, Zadarska revija, 6, 1957., br. 4, str. 398-399.

## Djela
- Bodulske pisme, zbirka pjesama, 1927. (prva integralna čakavska zbirka)
- Na pojih i putih, zbirka pjesama, 1939. (suautor s Marinom Franičevićem)
- Izabrani stihovi, zbirka pjesama, 1957.

Pjesme su mu ušle u antologije Hrvatska moderna lirika i Antologija nove čakavske lirike .